# Mesquita d'Ain al-Kheil
La Mesquita d'Ain al-Kheil, també coneguda com Mesquita al-Azhar (no s'ha de confondre amb la Mesquita al-Azhar del Caire o la Mesquita Lalla az-Zhar de Fes el-Jdid), és una mesquita històrica de Fes el-Bali, l'antiga medina de Fes, al Marroc.

## Història
La mesquita es va construir a la fi del segle XII sota la Dinastia almohade i està situada al barri d'Ain al-Kheil ('Deu del Cavall'). És notable per la seua relació amb Ibn al-Arabí, el mestre sufí de l'Al-Àndalus, que visità Fes algunes vegades i es retirava sovint en aquesta mesquita per a resar i meditar a la fi de la dècada del 1190.
La mesquita s'ha restaurat després de l'ensulsiada d'unes cases adjacents, el 2006, que va matar 10 persones i va destruir una part de la mesquita. L'esforç de restauració ha estat encapçalat pel Ministeri de Dotacions i Assumptes Islàmics del Marroc en cooperació amb el Fons Mundial de Monuments, per tal de promoure la relació d'Ibn al-Arabí amb Fes.

## Arquitectura
La mesquita és inusual en dos aspectes. L'un n'és el minaret octogonal, que és estrany a Fes i a gran part del Marroc, en què la norma són els minarets amb base quadrada. L'altra característica inusual és que té dues sales de pregària en dos pisos diferents. Les sales de pregària, però, tenen el format hipòstil habitual amb fileres de columnes sostenint arcs de ferradura. També té un pati amb una font, com uns altres sahns de les mesquites marroquines.